# 大橋太朗
大橋 太朗（おおはし たろう、1939年8月31日 - 2021年1月28日）は、日本の実業家。阪急電鉄（現阪急阪神ホールディングス）代表取締役社長や、同社代表取締役会長を務めた。

## 来歴・人物
兵庫県芦屋市西山町出身。兵庫県立芦屋高等学校を経て、1962年に関西学院大学商学部卒業、高校時代は鉄道研究会に所属するほどの鉄道好きが高じて、京阪神急行電鉄（現阪急阪神ホールディングス）入社。1990年取締役に昇格。1992年常務取締役。1995年専務取締役。1998年代表取締役専務取締役。
1999年から阪急電鉄代表取締役社長を務めたが、株主総会をめぐりトラブルが発生し、2002年には芦屋市西山町の自宅雨戸などに銃弾が撃ち込まれる事件が発生し、翌2003年代表取締役会長に退いた。同年東宝監査役。2004年東京楽天地監査役。
2005年阪急ホールディングス相談役。2006年阪急阪神ホールディングス相談役。2007年東京楽天地取締役、池田銀行（現池田泉州銀行）監査役。2008年関西学院同窓会会長。2015年池田泉州ホールディングス取締役。
2021年1月28日、胸部大動脈疾患のため死去。81歳没。